# Основной закон Гонконга
Основной закон специального административного района Гонконг (кит. 香港特別行政區基本法) — нормативно-правовой акт КНР, который является основным законом для специального административного района Гонконг. Основной закон Гонконга обладает высшей юридической силой и закрепляет основы строя Гонконга, в рамках одна страна, две системы.

## История
В декабре 1984 года лидеры КНР и Великобритании подписали Совместное заявление по вопросу восстановления китайского суверенитета над Гонконгом.
4 апреля 1990 года Всекитайское собрание народных представителей приняло Основной закон специального административного района Гонконг.
В Гонконге не действуют законы КНР, за исключением перечисленных в Приложении III к Основному закону Гонконга. В их число входят:
- Резолюция о столице, календаре, национальном гимне и национальном флаге КНР;
- Закон КНР «О гражданстве»;
- Правила КНР по вопросам дипломатических привилегий и иммунитетов;
- Правила КНР по вопросам консульских привилегий и иммунитетов;
- Закон КНР «О территориальном море и прилежащей зоне»;
- Закон КНР «О дислокации войск в САР Гонконг»;
- Закон КНР «Об исключительной экономической зоне и континентальном шельфе»;
- Закон КНР «О судебном иммунитете от принудительных мер в отношении собственности иностранных центральных банков» и некоторые другие[3].

Доктрина «одна страна, две системы» предполагает высокую степень автономии Гонконга. В Гонконге действуют законы, принятые до передачи Гонконга в состав КНР в 1997 году. Однако руководство КНР постепенно пытается ограничить «юридическую независимость» Гонконга. В частности, в 2020 году был принят Закон о защите национальной безопасности в Гонконге, который предусматривает создание в Гонконге органов государственной безопасности, устанавливает уголовную ответственность за преступления против государственной безопасности и правила рассмотрения таких уголовных дел.

## Основные принципы
Основные принципы управления Гонконгом в условиях суверенитета Китая отражают принципы китайско-британской совместной декларации, и большинство из них изложено в первой главе Основного закона.
Статья 1 объявляет Гонконг частью Китайской Народной Республики, но до 2047 года в нем сохраняются правовая и политическая система, отличная от системы в материковом Китае. Гонконг обладает высокой степенью автономии и сохраняет свою исполнительную, законодательную и судебную ветви власти. Судебная власть включает право вынесения окончательного решения, которое заменяет колониальную судебную процедуру апелляции в Судебном комитете Тайного совета Соединенного Королевства апелляциями в Апелляционном суде последней инстанции. Закон о защите национальной безопасности в Гонконге, включенный в Приложение III Основного закона, отменяет несовместимые местные постановления и позволяет судам материкового Китая рассматривать дела, связанные с определенными преступлениями в области национальной безопасности.
Статья 5 требует, чтобы социалистическая система и политика не применялись в Гонконге, а капиталистическая система и образ жизни до передачи Гонконга КНР сохранялись в течение 50 лет после передачи, то есть до 2047 года. Общее право, право справедливости, постановления, вспомогательное законодательство и обычное право, которое регулируют определенные права на землю на Новых территориях, которые действовали до передачи, сохраняются, за исключением тех, которые противоречат Основному закону и могут быть изменены законодательным органом.

## Права человека
Глава 3 «Основные права и обязанности жителей специального административного района Гонконг» содержит положения, предусматривающие деление населения Гонконга на две категории: постоянные жители и непостоянные жители. Только постоянные жители обладают активным и пассивным избирательным правом. Все жители Гонконга равны перед законом и обладают широкими правами и свободами, которые, в отличие от континентального Китая, реально соблюдаются.

## Органы власти
Глава 4 «Политический строй» содержит шесть разделов, определяющих правовой статус Главы администрации Гонконга, Правительства Гонконга, Законодательного совета, судебных органов, региональных организаций и государственных служащих.

## Автономия под китайским суверенитетом
Основной закон гарантирует Гонконгу высокую степень автономии под властью Китая, но иностранные дела и оборона остаются прерогативой Центрального народного правительства. В статье 12 провозглашается, что Гонконг обладает высокой степенью автономии и подчиняется непосредственно Центральному народному правительству.

### Органы центрального правительства КНР, действующие в Гонконге
В Гонконге действуют четыре агентства центрального правительства КНР. Управление Уполномоченного Министерства иностранных дел было создано в соответствии со статьей 13 Основного закона и начало свою работу после передачи Гонконга КНР. В 2000 году Управление связи Центрального народного правительства заменило гонконгский филиал информационного агентства Синьхуа, которое с 1947 года фактически выполняло функции дипломатической миссии Китая в Гонконге. После передачи власти начал действовать Гонконгский гарнизон Народно-освободительной армии Китая. Управление по охране национальной безопасности было создано в июне 2020 года в соответствии с Законом о защите национальной безопасности в Гонконге.
В статье 22 говорится, что «ни один департамент Центрального народного правительства и ни одна провинция, автономный район или муниципалитет, находящиеся в непосредственном подчинении Центрального правительства, не могут вмешиваться в дела, которые Специальный административный район Гонконг осуществляет самостоятельно в соответствии с настоящим Законом».
В апреле 2020 года это положение вызвало дебаты после того, как Управление связи и Управление по делам Гонконга и Макао раскритиковали продемократических законодателей за задержку выборов председателя Комитета палаты Законодательного совета. Продемократические законодатели заявили, что эти органы нарушили статью 22, комментируя выборы. В ответ Управление связи заявило, что и оно, и Управление по делам Гонконга и Макао не подпадают под действие статьи 22, поскольку являются органами, которые центральные власти уполномочили специализироваться на ведении дел Гонконга, а не тем, что обычно подразумевается под «департаментами Центрального народного правительства». На веб-сайте Государственного совета КНР, также известного как Центральное народное правительство, Управление по делам Гонконга и Макао (国务院 港澳 事务 办公室) и информационное агентство Синьхуа (新华通讯社), чье гонконгское отделение было предшественником Офиса по связи, перечислены среди учреждений, отдельных от министерств КНР (国务院 组成 部门).

### Действие законов КНР
За исключением Основного закона и Конституции КНР, национальные законы не применяется в Гонконге, если они не перечислены в Приложении III. Законы в Приложении III должны относиться к иностранным делам, национальной обороне или вопросам, не входящим в автономию Гонконга.

## Порядок внесения поправок в Основной закон
Статья 159 устанавливает процесс внесения поправок и дает Всекитайскому собранию народных представителей единоличное право вносить поправки. Поправки могут быть предложены Постоянным комитетом Всекитайского собрания народных представителей, Государственным советом КНР или самим Гонконгом. Чтобы Гонконг мог предложить поправки, поправки сначала нуждаются в поддержке двух третей Законодательного совета Гонконга, двух третей депутатов, представляющих Гонконг в Всекитайском собрании народных представителей, и одобрении Главы администрации Гонконга. Все предложения должны быть рассмотрены Комитетом по основному закону Специального административного района Гонконг, и никакие поправки не могут «противоречить основной политике Китайской Народной Республики в отношении Гонконга».